# Museo de Dibujo Julio Gavín "Castillo de Larrés"
El Museo de Dibujo Julio Gavín Castillo de Larrés (MUDDI) se encuentra en la localidad de Larrés (Huesca) que dista seis kilómetros de Sabiñánigo. Tiene su sede en un castillo medieval rehabilitado en 1986. Contiene una amplia colección de dibujos de autores españoles desde finales del siglo XIX a la actualidad. Fue fundado por Julio Gavín, presidente de la Asociación Amigos de Serrablo, entidad sin ánimo de lucro que lo gestiona. Abre todo el año.

## Historia
Está instalado en una fortaleza construida a finales del siglo XIV, concluida en el XV y con ampliaciones en el XVI. 
En 1983 los propietarios del castillo de Larrés lo donaron a la Asociación de Amigos de Serrablo, cuyo presidente entonces era Julio Gavín, con el fin de que albergara el Museo del Dibujo. Al cabo de tres años de trabajos de restauración y acondicionamiento, se inauguró el 14 de septiembre de 1986.
El castillo tiene planta rectangular con dos torres cuadradas en los extremos norte y sureste. El museo ocupa la planta baja y tres más que contienen 17 salas de exposición. En la cuarta plana se encuentra un mirador sobre la comarca.
Ofrece espacios dedicados al dibujo aragonés, dibujo español figurativo, dibujo español abstracto, humor gráfico y cómic-historieta.
Su colección ronda los cinco mil dibujos correspondientes a 850 autores aproximadamente. Muestra con carácter permanente 380 dibujos y periódicamente se organizan exposiciones de las custodiadas en el almacén.